# Peter Cecil Wilson
Peter Cecil Wilson, CBE (* 8. März 1913 in London; † 3. Juni 1984 in Paris) war ein englischer Kunsthändler. Er arbeitete als Auktionator im Auktionshaus Sotheby’s und leitete das Unternehmen von 1958 bis 1980. Durch neue Vermarktungsstrategien und das Erschließen neuer Geschäftsfelder gehörte er zu den Mitbegründern des modernen Auktionswesen. Unter seiner Leitung wandelte sich Sotheby’s vom Londoner Auktionshaus zu einem weltweit tätigen Unternehmen.

## Leben

### Familie
Peter Wilson stammte aus der gesellschaftlichen Oberschicht und gehörte dem englischen Adel an. Er kam 1913 als dritter und jüngster Sohn des Lieutenant-Colonel Sir Mathew Richard Henry Wilson, 4th Baronet of Eshton Hall und seiner Frau Barbara in London zur Welt. Seine Mutter war die Tochter von Thomas Lister, 4th Baron Ribblesdale. Seine Großmutter mütterlicherseits, Charlotte Monckton Tennant, war die Schwester von Margot Asquith, der Ehefrau des britischen Premierministers Herbert Henry Asquith. Wilson besuchte die Eliteschule Eton College und studierte Geschichte am New College der University of Oxford. Nach rund einem Jahr brach er das Studium ab, um in Paris und Genf die französische Sprache zu erlernen. Danach lebte er einige Zeit in Hamburg, um Deutschkenntnisse zu erlangen. Hier lernte er seine spätere Ehefrau, die Botanikerin Grace Helen Ranken, kennen. Das Paar heiratete am 10. Januar 1935. Aus dieser Ehe gingen der 1937 geborene Sohn Richard Thomas Wilson und der 1940 geborene Sohn Edward Philip Wilson hervor. Die Ehe wurde 1951 nicht zuletzt wegen Wilsons Homosexualität geschieden.

### Beruflicher Aufstieg
Seine berufliche Karriere begann Wilson im Londoner Münz-Auktionshaus Spink & Son. Anschließend wechselte er zur Nachrichtenagentur Reuters, arbeitete danach für das Wochenmagazin Time and Tide und für die Sammlerzeitschrift Connoisseur Magazine. 1936 nahm er seine langjährige Tätigkeit für das Auktionshaus Sotheby’s auf. Zunächst arbeitete er bei der Katalogisierung von Möbeln, erarbeitete 1937 bereits einen ersten eigenen Katalog und stieg rasch im Unternehmen auf. Bereits 1938 gehörte er zum Direktorium des Hauses und wurde einer der Teilhaber von Sotheby’s.

### Geheimdiensttätigkeit während des Zweiten Weltkrieges
Während des Zweiten Weltkrieges war Wilson für die Spionageabwehr tätig. Zunächst arbeitete er im Bereich Briefzensur in Liverpool, Gibraltar und auf den Bermuda-Inseln. Später wechselte er zum Auslandsgeheimdienst MI6. Anfangs im englischen St Albans tätig, arbeitete er im Verlauf des Krieges für den Geheimdienst in Washington D.C. und New York City, wo er das deutsche Spionagenetzwerk in Südamerika untersuchte. Später half er mit, ein Personenverzeichnis japanischer Geheimdienstmitarbeiter anzulegen. Zu Wilsons Freunden in dieser Zeit gehörte der Schriftsteller Ian Fleming. Wilson gab später an, er habe den Autor zu seiner Figur des James Bond angeregt. Fleming verarbeitete das Thema Auktionshandel in der Kurzgeschichte The Property of a Lady und ließ James Bond an einer Versteigerung bei Sotheby’s teilnehmen. Trotz eines Angebotes, auch nach dem Krieg für den MI6 zu arbeiten, entschied sich Wilson für eine Rückkehr in das Auktionshaus Sotheby’s. Nachdem Anfang der 1950er Jahre die ersten Mitglieder des Spionagerings Cambridge Five enttarnt wurden, kamen erste Gerüchte auf, auch Wilson könnte zu dieser Gruppe gehören. Zwar hatte Wilson nicht wie die für die Sowjetunion arbeitenden Spione Kim Philby, Guy Burgess, Donald Maclean und Anthony Blunt in Cambridge, sondern in Oxford studiert, war aber mehreren von ihnen während des Krieges begegnet. Insbesondere nach der späten Enttarnung von Blunt, der als angesehener Kunsthistoriker auch nach dem Krieg zu Wilson Kontakt hatte, keimten die Gerüchte erneut auf, zumal Wilson ebenso wie Blunt und Burgess homosexuell war. Belege für eine Geheimdiensttätigkeit Wilsons für die Sowjetunion ließen sich auch in KGB-Archiven nicht auffinden.

### Wiedereinstieg bei Sotheby’s
Nach dem Krieg entwickelte sich London zum Zentrum des europäischen Kunsthandels, wozu nicht zuletzt jüdische Kunsthändler beitrugen, die sich auf der Flucht vor nationalsozialistischer Verfolgung in England niedergelassen hatten. Wilson, der zu diesen Kunsthändlern gute Beziehungen unterhielt, leitete seit 1949 Jahren bei Sotheby’s die Abteilung für Gemälde. Die etablierten Kunsthändler wie Duveen oder Wildenstein sah er als Konkurrenz an. Bis in die erste Hälfte des 20. Jahrhunderts wechselten Meisterwerke der Kunst üblicherweise über den Kunsthandel und nicht bei Versteigerungen den Besitzer. Das bot sowohl für Verkäufer als auch für Käufer die gewünschte Diskretion. Für die Auktionshäuser blieben bis dahin lediglich weniger wertvolle Objekte übrig. Wilson hingegen wollte diesen Markt erschließen und ging dabei durchaus auch Risiken ein. So garantierte er 1956 dem Verkäufer des Gemäldes Anbetung der Hirten von Nicolas Poussin die erhebliche Summe von 35.000 Pfund, nur damit dieses Bild nicht in den Kunsthandel gelangte. Der Versteigerungserlös betrug schließlich nur 29.000 Pfund und Sotheby’s musste den Differenzbetrag an den Verkäufer entrichten. Langfristig hatte sich die Einführung von Garantiesummen jedoch gelohnt, da nun weitere Verkäufer, statt Kunsthändler zu kontaktieren, ihre Werke an Sotheby’s gaben.

### Neuerungen im Auktionswesen
Ein weiteres Ziel von Wilsons Politik war die Internationalisierung des Geschäfts. Hierzu bot sich erstmals die Gelegenheit, als die ägyptische Regierung die Sammlung des gestürzten Königs Faruq zur Versteigerung anbot. Peter Wilson reiste hierzu mehrfach nach Kairo, wo im Februar und März 1954 die Auktion stattfand. Auch diese Versteigerung war für Sotheby’s finanziell kein Erfolg, da die ägyptische Regierung sich weigerte, die vereinbarten Provisionen zu bezahlen. Für den Ruf von Sotheby’s als international tätiges Auktionshaus war diese Auktion aber ein wichtiger Schritt. Das eigentliche Ziel von Wilson war jedoch der Kunstmarkt der Vereinigten Staaten, der bisher vom New Yorker Auktionshaus Parke-Bernet beherrscht wurde. Hierzu bot sich 1957 die Gelegenheit, als die Sammlung des Bankiers Wilhelm Weinberg aus Scarsdale auf den Markt kam. Wilson hatte als einer der Ersten den stark wachsenden Markt für Werke des Impressionismus und Post-Impressionismus erkannt und die Sammlung Weinberg umfasste ebensolche Werke. Wilson gelang es, den Nachlassverwalter davon zu überzeugen, die Auktion bei Sotheby’s durchzuführen. Zu den vielbeachteten Verkaufslosen gehörten zehn Werke von Vincent van Gogh, von denen einige in dem kurz zuvor in den Kinos zu sehenden Film Vincent van Gogh – Ein Leben in Leidenschaft zu sehen waren, was einen besonderen Werbeeffekt hatte. Darüber hinaus wurde für diese Auktion mit der Agentur J. Walter Thompson erstmals eine professionelle Werbefirma engagiert. Die Agentur verschickte zahlreiche Einladungen zur Versteigerung, darunter auch an den Buckingham Palace und die noch junge Königin Elisabeth II. erschien überraschenderweise zu einer Vorbesichtigung im Auktionshaus. Zum Spitzenlos der Ausstellung wurde das Gemälde Les usines à Clichy von Vincent van Gogh, das für 31.000 Pfund den Besitzer wechselte (heute Saint Louis Art Museum).

### Bedeutende Auktionen
Im Oktober 1958 wurde Wilson Chairman von Sotheby’s. Aufsehen erregte im selben Monat die von Wilson vorbereitete und als Chefauktionator geleitete Versteigerung der Sammlung des Bankiers Jakob Goldschmidt. In die Auktionsgeschichte ging diese Versteigerung mit Werken von Paul Cézanne, Édouard Manet, Pierre-Auguste Renoir und Vincent van Gogh nicht nur durch die Rekordergebnisse ein, sondern durch von Wilson eingeführte neuartige Vermarktungsstrategien. Hierzu gehörte die Verlegung der Auktion in die Abendstunden und eine Inszenierung als gesellschaftliches Ereignis. Waren zuvor Auktionen ein Ort für Kunsthändler und wenige Sammler, lud Wilson nun bekannte Persönlichkeiten, beispielsweise aus der Unterhaltungsindustrie, zu einer glamourösen Veranstaltung ein. Beflügelt durch die erfolgreiche Weinberg-Auktion hatte Wilson für die Goldschmidt-Sammlung hohe Garantiesummen vereinbart, die alle überboten worden. Spitzenlos dieser Versteigerung war das Gemälde Garçon au Gilet Rouge von Paul Cézanne, das Paul Mellon ersteigerte (heute National Gallery of Art). Zu den weiteren bedeutenden Auktionen gehörte 1962 die Versteigerung der Kunstsammlung des Schriftstellers Somerset Maugham. Gegen Ende seiner Laufbahn gelang Wilson mit der Versteigerung der Sammlung des Industriellen Robert von Hirsch ein letzter großer Erfolg. Diese Sammlung mit Teppichen, Kunsthandwerk, Gemälden alter Meister und des Impressionismus erzielte einen Gesamterlös von 25 Millionen Pfund.

### Internationalisierung und neue Geschäftsfelder
Unter Wilsons Leitung stieg Sotheby’s innerhalb weniger Jahre zu einem weltweit agierenden Auktionshaus auf. 1964 erwarb Sotheby’s das führende New Yorker Auktionshauses Parke-Bernet. In den Folgejahren kamen zahlreiche weitere Auslandsvertretungen – beispielsweise in Toronto, Monaco, Amsterdam, Los Angeles und Hongkong – hinzu. In seiner mehr als zwanzigjährigen Amtszeit als Direktor von Sotheby’s steigerte er den Umsatz des Unternehmens von fünf auf 150 Millionen Pfund Sterling.
Bereits 1963 erkannte Wilson, dass der Markt für Altmeistergemälde und Bilder des Impressionismus begrenzt sei und neben den klassischen Auktionsfeldern wie Büchern und Kunst neue Auktionsfelder für ein wachsendes Geschäft notwendig seien. 1965 begann er, Auktionen für historische Automobile in das Programm von Sotheby’s aufzunehmen und begründete dies damit, dass „alte Autos genauso als Werke der schönen Künste betrachtet werden müssen wie Bilder und Skulpturen“. 1967 führte Sotheby’s in New York erstmals eine Versteigerung mit Fotografien durch. 1971 folgte in Los Angeles eine Auktion mit Hollywoodrequisiten. Zudem begann Sotheby’s in den 1970er Jahren mit Luxusimmobilien zu handeln.
Neben diesen neuen Auktionsfeldern erweiterte Sotheby’s unter Wilson auch sein Angebot an weiteren Dienstleistungen. Hierzu wurde beispielsweise die Firma James Bourlet übernommen, die für das Unternehmen die Verpackung und Lagerung organisierte. Eine weitere Übernahme betraf die Firma J. J. Patrickson, die Gemälde restaurierte und Rahmen lieferte.

### Kritisierte Geschäftspraktiken
In Wilsons Amtszeit fallen auch mehrere kritisierte Geschäftspraktiken. So akzeptierte Sotheby’s wiederholt Einlieferungen aus illegalen archäologischen Grabungen. Darüber hinaus unterhielt das Auktionshaus ein Nummernkonto in der Schweiz, um die Bezahlung von Gemäldeverkäufen beispielsweise nach Südafrika und Argentinien abzuwickeln. Ebenso führt das System der Rückkäufe zu Kritik. Sotheby’s wies Ende der 1960er Jahre regelmäßig unverkaufte Objekte als verkauft aus und gab in den Verkaufslisten erfundene Namen an. 1970 wurde dieses Geschäftsgebaren bekannt, als ein Suppendosen-Gemälde von Andy Warhol für den damaligen Rekordpreis von 60.000 Dollar als versteigert angegeben wurde, tatsächlich jedoch kein Käufer ein solches Gebot abgegeben hatte. Zudem gründete Wilson mehrere Briefkastenfirmen und Treuhandgesellschaften für private Geschäfte. Zu seinen Misserfolgen gehörte in den 1970er Jahren die Einführung einer Sotheby’s-Zigarette, die wenig Nachfrage erfuhr.

### Rückzug aus dem Geschäft
1980 schied Wilson als Chairman bei Sotheby’s aus und lebte fortan auf seinem Altersruhesitz Château de Clavary in Auribeau-sur-Siagne bei Grasse in Südfrankreich. In den Folgejahren arbeitete er weiter als Berater des Hauses und akquirierte weiterhin Objekte für Versteigerungen. Er starb 1984 in Paris an den Folgen einer Krebserkrankung.

## Auszeichnungen
- 1970 Commander, Order of the British Empire (C.B.E.)[4]